# The Knight Errant (film 1911)
The Knight Errant è un cortometraggio muto del 1911 diretto da Francis Boggs (non confermato).

## Produzione
Il film fu prodotto dalla Selig Polyscope Company.

## Distribuzione
Distribuito dalla General Film Company, il film - un cortometraggio in 150 metri - uscì nelle sale cinematografiche statunitensi il 31 luglio 1911. Nelle proiezioni, veniva programmato con il sistema dello split reel, accorpato in un'unica bobina con un altro cortometraggio, Caught in the Act.